# آزورا
آزورا (به انگلیسی: Azura) دخترِ حوّا و آدم و همسرِ شیث  در فصلِ چهارمِ کتاب یوبیل است.